# Eureka (film 2023)
Eureka è un film del 2023 diretto da Lisandro Alonso. La prima parte del film, intitolata "Western", si svolge in una città senza legge al confine tra gli Stati Uniti e il Messico nel 1870, con Viggo Mortensen che interpreta il ruolo di un padre, Murphy, alla ricerca della figlia rapita.

## Trama
Murphy (Viggo Mortensen) si mette alla ricerca di sua figlia, dopo che quest'ultima è stata rapita dal fuorilegge Randall (Rafi Pitts).

## Distribuzione
Il film è stato presentato in anteprima il 19 maggio 2023 al 76º Festival di Cannes, nella sezione non competitiva "Cannes Première". Il film ha partecipato al Festival internazionale del cinema di Monaco, al New Horizons Film Festival 2023, al 27° Lima Film Festival (dove ha vinto il Premio Speciale della Giuria) al Melbourne International Film Festival; al New York Film Festival 2023 e al 28° Busan International Film Festival.